# Segundo Concílio de Lyon
O Segundo Concílio de Lyon (de Lion ou de Lião) foi o décimo quarto concílio ecumênico da Igreja Católica Romana, convocado em 31 de março de 1272 e reunido em Lyon, na França, em 1274. Papa Gregório X presidiu os trabalhos, instado por uma promessa do imperador bizantino Miguel VIII Paleólogo de reunir novamente a Igreja Ortodoxa.

## Representantes
O concílio teve a presença de 500 bispos, 60 abades e mais de mil prelados ou seus procuradores, dentre os quais representantes das universidades. Dado grande número de presentes, os que chegaram à Lyon sem terem sido especificamente convidados receberam a "permissão para partir com a benção de Deus" e do Papa. Entre outros que estiveram presentes estavam Jaime I de Aragão, o embaixador do imperador Miguel VIII com membros da Igreja grega e embaixadores de Abaca, do Ilcanato. São Tomás de Aquino foi convocado, mas morreu à caminho em Frosinone. São Boaventura esteve presente nas primeiras quatro sessões, mas morreu em Lyon no dia 15 de julho.
Além de Aragão, que Jaime estava representando em pessoa, embaixadores de reis na Alemanha, Inglaterra, Escócia, França, os reinos espanhóis e a Sicília [nota a] estavam presentes, além de procuradores representando os reinos da Noruega, Suécia, Hungria, Boêmia, o "reino da Dácia" e o Ducado da Polônia. Nos procedimentos observados no concílios, as nações apareceram pela primeira vez como elementos representados num concílio eclesiástico, como já havia acontecido na governança das universidades medievais. Esta inovação marcou um passou importante na direção do reconhecimento de ideias coerentes de nacionalidade, então nascentes nos estados-nação da Europa.

## Temas
Os principais tópicos discutidos no concílio foram a conquista da Terra Santa e reunião das igrejas oriental e ocidental. A primeira sessão se realizou no dia 7 de maio de 1274 e foi seguida de cinco outras (em 18 de maio, 4 ou 7 junho, 6 , 16 e 17 de julho). Pelo fim do concílio, trinta e uma constituições foram promulgadas. Na segunda sessão, foi aprovado o decreto Zelus fidei, que não continha nenhum estatuto jurídico, mas apenas listou das constituições sobre os perigos da Terra Santa; a forma de pagar por uma cruzada como proposta; a excomunhão de piratas e corsários e dos que os davam guarida ou se davam ao comércio com eles; uma declaração de paz entre os cristãos; uma indulgência aos que se fossem para uma cruzada; a intenção de lidar com os gregos cismáticos e a definição da ordem e dos procedimentos a serem observados no concílio. Os gregos cederam no assunto da cláusula Filioque e a união foi proclamada. A paz durou pouco e a união foi novamente repudiada por Andrônico II Paleólogo, sucessor de Miguel VIII.
O concílio também reconheceu Rodolfo I como imperador do Sacro Império Romano-Germânico, terminando assim o Interregnum.

## Conquista da Terra Santa
O concílio debateu os aspectos financeiros de uma Cruzada e decidiu-se que por seis anos um dízimo sobre todos os proventos da Cristandade deveriam beneficiá-la. Jaime de Aragão desejava organizar a expedição de uma vez, mas foi contestado pelos templários e nenhum consenso foi alcançado. Embaixadores do cã dos tártaros negociaram com o Papa, que desejava que eles deixassem os cristãos em paz durante a guerra contra o Islã.

## Reunião das Igrejas
Desejando terminar o Grande Cisma do Oriente que dividiu a Igreja Ortodoxa e a Igreja Católica, Gregório X enviou uma embaixada até Miguel VIII Paleólogo, que tinha reconquistado Constantinopla, eliminando assim os últimos resquícios do Império Latino no oriente, e pediu aos déspotas latinos que contivessem suas ambições. Os dignitários orientais chegaram em Lyon no dia 24 de junho mostrando uma carta do imperador. No dia 29 de junho (dia de São Pedro e São Paulo, santos patronos dos Papas), Gregório celebrou uma missa na Igreja de São João, na qual ambos os lados participaram. Os gregos leram o credo de Niceia, com a adição ocidental da cláusula Filioque cantada por três vezes. O concílio foi, portanto, um aparente sucesso, mas não conseguiu prover uma solução duradoura para o cisma. O imperador estava ansioso para resolver a questão, mas os clérigos orientais se mostraram por demasiado obstinados. O Patriarca de Constantinopla José I Galesiotes (1267-1275) abdicou e foi substituído pelo Patriarca João XI Bekkos (1275-1282), um convertido da causa unionista. A despeito de uma campanha sustentada de Bekkos para intelectualmente defender a união, e da vigorosa - e brutal - repressão da oposição realizada por Miguel, a vasta maioria dos cristãos bizantinos permaneceu implacavelmente contra a união com os "heréticos latinos". A morte de Miguel em dezembro de 1282 terminou com a união de Lyon. Seu filho e sucessor Andrônico II Paleólogo repudiou a união e Bekkos foi forçado a abdicar, sendo eventualmente exilado e aprisionado até a morte em 1297. Ele é, até hoje, conhecido por muitos na Igreja Ortodoxa como um traidor da Ortodoxia.

## Delegação mongol
O líder mongol Abaca enviou uma delegação de 13-16 mongóis:p. 439 ao concílio, o que provocou uma grande agitação, particularmente quando o líder deles se submeteu a um batismo público. Entre os embaixadores estavam Davi de Ashby e o clérigo Ricaldo:p. 452. De acordo com um cronista, "Os mongóis vieram, não por fé, mas para fechar uma aliança com os cristãos".
Ricaldo, o secretário latino de Abaca, entregou um relatório ao concílio, no qual ele detalhou a relação dos europeus com o Ilcanato sob o governo do pai de Abaca, Hulagu, contando que ele, após ter recebido embaixadores cristãos em sua corte, concordou em isentá-los de impostos e taxas em troca de orações pelo grão-cã. De acordo com Ricaldo, Hulagu também proibiu que se molestassem os estabelecimentos francos e se comprometeu a retornar Jerusalém para eles.:p. 435 Ricaldo afirmou também à assembleia que, mesmo após a morte de Hulagu, Abaca ainda assim estava determinado a expulsar os mamelucos da Síria.
No concílio, o Papa Gregório promulgou uma nova Cruzada, a se iniciar em 1278 e relacionada aos mongóis. O Papa colocou em ação o plano de lançar uma Cruzada: a imposição de um imposto durante três anos, a interdição de qualquer tipo de comércio com os sarracenos, a oferta de navios pelas repúblicas marítimas italianas, além da aliança do Ocidente com o Império Bizantino e com Abaca. Porém, apesar dos planos papais, houve muito pouco apoio dos monarcas europeus que, nesta época, já estavam mais propensos a elogiar a ideia de uma cruzada ao invés de realmente alocar tropas para o assunto. A morte do Papa, em 1276, encerrou a ideia, sendo que o dinheiro já arrecadado foi distribuído na Itália.

## Outros tópicos debatidos
O concílio lidou com a reforma da Igreja, assunto que o Papa tinha inquirido antes. Diversos bispos e abades foram depostos por não serem dignos e algumas ordens mendicantes foram suprimidas. Por outro lado, as duas novas ordens dos dominicanos e franciscanos foram aprovadas.

## Sede Vacante
Já houve muitos períodos longos de sede vacante na Santa Sé, sendo o mais recente o que ocorreu logo após a morte do Papa Clemente IV, em 29 novembro de 1268, até a eleição de Gregório, em 1 de setembro de 1271. O concílio decidiu que no futuro, os cardeais não poderiam sair do conclave até que tivessem eleito um Papa. Esta decisão foi suspensa em 1276 pelo Papa Adriano V e, depois, revogada pelo Papa João XXI.
Finalmente, o concílio lidou com a causa do trono imperial, que Afonso X de Castela clamava para si. Seu pleito foi desautorizado pelo Papa e Rodolfo I foi proclamado rei dos romanos e futuro imperador em 6 de junho.